# Nagisa Aoyama
Nagisa Aoyama (青山 なぎさ Aoyama Nagisa?, nacida el 16 de mayo de 1998) es una seiyū japonesa afiliada a Apollo Bay. Es conocida por interpretar a Ren Hazuki en Love Live! Superstar!! y a Ciel en Synduality: Noir.

## Biografía
Nagisa Aoyama nació el 16 de mayo de 1998. Aunque era nativa de Tokio, Aoyama vivió brevemente en Hokkaido cuando era niña. Más tarde estudió en la Universidad de Chūō.
Cuando era niña, Aoyama actuó para Tani Momoko Ballet. Participó en el Concurso Miss Circle del 2019, donde ganó el Semi-Gran Premio bajo el nombre de Nagisa Saitō.
En diciembre de 2020, Aoyama fue anunciada como miembro del elenco de Love Live! Superstar!! (un proyecto multimedia en la franquicia Love Live!), habiendo pasado una audición abierta; como parte del proyecto, da voz al personaje de Ren Hazuki como miembro del grupo idol Liella!.
En septiembre de 2022, fue elegida como Ciel, un personaje de Synduality: Noir. En febrero de 2023, Aoyama apareció en el video musical (de coprotagonista de Love Live! Superstar!!) de la canción "Yellow" de Liyuu. En marzo de 2023, su programa de radio Niconico Channel Plus, Aoyama Nagisa no Katte ni IMO Kyōkai, ganó el premio Best Benefit Radio Award en los 8th Aniradi Awards. En mayo de 2023, interpretó la versión del proyecto CrossSing de "Akuma no Ko", el tema final de la cuarta temporada de Attack on Titan.

## Filmografía

### Anime
2021
- Love Live! Superstar!!, Ren Hazuki[5]

2022
- Love Live! Superstar!! 2nd Season, Ren Hazuki[5]

2023
- Synduality: Noir, Ciel[6]

2024
- Synduality: Noir Part 2, Ciel[6]
- Love Live! Superstar!! 3rd Season, Ren Hazuki[5]